# Maude Charron
Maude Garon Charron (* 28. April 1993 in Rimouski, Québec) ist eine kanadische Gewichtheberin. Sie gewann 2021 bei den Olympischen Sommerspielen in Tokio eine Goldmedaille in der Gewichtsklasse bis 64 kg Körpergewicht.

## Werdegang
In ihrer frühen Kindheit begann Charron mit Gymnastik und blieb dabei, bis sie etwa 17 Jahre alt war. Als Jugendliche wechselte sie zu Artistik, mit dem Ziel Zirkus-Artistin im Cirque du Soleil zu werden. Aufgrund von Verletzungen musste sie diesen Traum aufgeben und begann mit CrossFit-Training. Ein Trainer bemerkte bei einem ihrer Trainings ihr Potential und überzeugte sie mit dem Gewichtheben zu beginnen. 2015 nahm Charron an ihren ersten Wettkämpfen teil und gewann im folgenden Jahr bereits einen nationalen Titel. Ebenfalls in 2016 nahm sie erstmals an einem internationalen Turnier, den Weltuniversitätsmeisterschaften im Gewichtheben, für Kanada teil und gewann eine Bronzemedaille. Zu Beginn ihrer Karriere startete Charron in der Gewichtsklasse Mittelgewicht (bis 63 kg bzw. seit 2018 bis 64 kg Körpergewicht) und wechselte 2022 in die Leichtgewicht-Klasse (bis 59 kg).
2017 nahm Charron an ihren ersten Weltmeisterschaften teil. In der 63-kg-Gewichtsklasse konnte sie sich im Reißen mit einem Ergebnis von 102 kg eine Silbermedaille sichern und wurde in der Zweikampfwertung Fünfte (224 kg). Bei den Commonwealth Games 2018 im australischen Gold Coast gewann sie mit einem Zweikampfwert von 220 kg in der Klasse bis 63 kg eine Goldmedaille. Ebenfalls 2018 siegte sie bei den Weltuniversitätsmeisterschaften im polnischen Biała Podlaska.
Bei ihrer ersten Teilnahme an Panamerikanischen Spielen 2019 in Lima erreichte Maude Charron Rang 4. 2020 nahm sie am Welt-Cup in Rom teil, der aufgrund der COVID-19-Pandemie mit ausgedünntem Teilnehmerfeld anstelle der Weltmeisterschaften ausgetragen wurde. In der 64-kg-Klasse konnte sie mit 235 kg im Zweikampf Platz 2 erreichen. Bei den Panamerikameisterschaften 2020, die wegen der Pandemie 2021 im dominikanischen Santo Domingo ausgerichtet wurden, holte sie mit einer Zweikampfwertung von 240 kg die Goldmedaille in der 64-kg-Gewichtsklasse.
Über die IWF-Weltrangliste der 64-kg-Klasse qualifizierte sich Charron für die Olympischen Spiele 2020. Bei dem 2021 in Tokio ausgetragenen Gewichtheberwettbewerb ließ sie die Konkurrenz mit einem Ergebnis von 236 kg hinter sich und wurde Olympiasiegerin. Nach Christine Girard ist sie damit die zweite kanadische Gewichtheberin, die eine Goldmedaille gewinnen konnte.
Die Commonwealth Games 2022 Birmingham konnte Charron ebenfalls dominieren und holte sich abermals Gold. Zu den Weltmeisterschaften in demselben Jahr wechselte sie in die niedrigere Gewichtsklasse bis 59 kg Körpergewicht, in der sie im Reißen Silber und im Zweikampf Bronze gewinnen konnte. 2023 wurde sie erneut Panamerikameisterin, dieses Mal in der Klasse bis 59 kg. Bei den Panamerikanischen Spielen 2023 in Santiago de Chile wurde sie mit 226 kg Zweite.
Maude Charron ist seit Dezember 2022 Mitglied der International-Weightlifting-Federation-Athletenkommission, einem Organ, über das Athleten an den Führungs- und Entscheidungsprozessen des Weltverbandes beteiligt sind.
Bei den Olympischen Sommerspielen 2024 in Paris gewann sie die Silbermedaille.

## Internationale Erfolge
| Jahr | Platz | Wettbewerb                                        | Gewichtsklasse | Ergebnisse |
| ---- | ----- | ------------------------------------------------- | -------------- | --- |
| 2016 | 3.    | Weltuniversitätsmeisterschaften in Mérida         | bis 63 kg      | Zweikampf: 213 kg, hinter Anacarmen Torres, Mexiko, 214 kg und Akane Yoshida, Japan, 213 kg                                       |
| 2017 | 3.    | Panamerikameisterschaften in Miami                | bis 63 kg      | Zweikampf: 215 kg, hinter Mercedes Pérez, Kolumbien, 221 kg und Rosivé Silgado, Kolumbien, 218 kg                                 |
| 2017 | 6.    | Sommer-Universiade in Neu-Taipeh                  | bis 63 kg      | Zweikampf: 214 kg, Siegerin: Rim Un-sim, Nordkorea, 236 kg                                                                        |
| 2017 | 5.    | Weltmeisterschaften in Anaheim                    | bis 63 kg      | Zweikampf: 224 kg; Reißen: 102 kg, Rang 2 (Silbermedaille); Stoßen: 122 kg, Rang 5                                                |
| 2018 | 1.    | Commonwealth Games in Gold Coast                  | bis 63 kg      | 220 kg, vor Zoe Smith, Großbritannien, 207 kg und Mona Pretorius, Südafrika, 206 kg                                               |
| 2018 | 5.    | Panamerikameisterschaften in Santo Domingo        | bis 63 kg      | Zweikampf: 218 kg, Siegerin: Natalia Llamosa, Kolumbien, 225 kg                                                                   |
| 2018 | 1.    | Weltuniversitätsmeisterschaften in Biała Podlaska | bis 63 kg      | Zweikampf: 226 kg, vor Kiana Elliott, Australien, 202 kg und Chen Wen-huei, Chinesisch Taipeh, 198 kg                             |
| 2019 | 4.    | Panamerikameisterschaften in Guatemala-Stadt      | bis 64 kg      | Zweikampf: 226 kg, Siegerin: Mercedes Pérez, 229 kg; Reißen: 101 kg, Rang 3; Stoßen: 125 kg, Rang 3                               |
| 2019 | 4.    | Panamerikanische Spiele in Lima                   | bis 64 kg      | Zweikampf: 224 kg, hinter Mercedes Pérez, 235 kg, Mathlynn Sasser, Vereinigte Staaten, 232 kg und Angie Palacios, Ecuador, 228 kg |
| 2019 | 6.    | Weltmeisterschaften in Pattaya                    | bis 64 kg      | Zweikampf: 230 kg; Reißen: 103 kg, Rang 6; Stoßen: 127 kg, Rang 5                                                                 |
| 2020 | 2.    | World-Cup in Rom                                  | bis 64 kg      | Zweikampf: 235 kg, hinter Loredana Toma, Rumänien, 249 kg und vor Giorgia Bordignon, Italien, 225 kg                              |
| 2021 | 1.    | Panamerikameisterschaften 2020 in Santo Domingo   | bis 64 kg      | Zweikampf: 240 kg, vor Mercedes Pérez, 234 kg; Reißen: 107 kg; Stoßen: 133 kg (alle drei Ergebnisse Panamerikanische Rekorde)     |
| 2021 | Gold  | Olympische Spiele 2020 in Tokio                   | bis 64 kg      | mit 236 kg vor Giorgia Bordignon, Italien, 232 kg, und Chen Wen-huei, Chinesisch Taipeh, 230 kg                                   |
| 2022 | 1.    | Commonwealth Games in Birmingham                  | bis 64 kg      | 231 kg, vor Sarah Cochrane, Australien, 216 kg und Islamiyat Yusuf, Nigeria, 212 kg                                               |
| 2022 | 3.    | Weltmeisterschaften in Bogotá                     | bis 59 kg      | Zweikampf: 231 kg, Siegerin: Yenny Álvarez, Kolumbien, 234 kg; Reißen: 103 kg, Rang 2 (Silbermedaille); Stoßen: 128 kg, Rang 4    |
| 2023 | 1.    | Panamerikameisterschaften in Bariloche            | bis 59 kg      | Zweikampf: 225 kg, vor Danielle Gunnin, Vereinigte Staaten, 220 kg und Daphne Guillén, Mexiko, 217 kg                             |
| 2023 | 2.    | Panamerikanische Spiele in Santiago de Chile      | bis 59 kg      | Zweikampf: 226 kg, hinter Yenny Álvarez, 228 kg und vor Anyelin Venegas, Venezuela, 222 kg                                        |
| 2023 | 3.    | IWF Grand Prix II in Doha                         | bis 59 kg      | Zweikampf: 233 kg; Reißen: 104 kg; Stoßen: 129 kg                                                                                 |
| 2024 | 3.    | IWF World Cup in Phuket                           | bis 59 kg      | Zweikampf: 236 kg, hinter Luo Shifang, China, 248 kg und Kim Il-gyong, Nordkorea, 240 kg; Reißen: 106 kg; Stoßen: 130 kg          |